# Гузманија
Гузманија (лат. Guzmania) је јужноамерички род епифитних бромелија из потфамилије Tillandsioideae. Име роду дато је по шпанском природњаку Анастазију Гузману. Бројне врсте и хибриди овог рода узгајају се као собне биљке.